# Unterseeboot type UB II
Le Unterseeboot type UB II était une classe de petits sous-marins côtiers (Unterseeboot) construite en Allemagne au début de la Première Guerre mondiale.

## Caractéristiques
C'était une version agrandie du type précédent UB I et étaient des navires plus efficaces. Les U-Boote possédaient un design de simple coque avec une profondeur maximale de plongée de 50 mètres et une profondeur de 30–45 m en croisière.
La conception de Type UB II a abordé un bon nombre des problèmes apparus dans le type précédent UBI. Les U-Boote UB II possédaient une propulsion à deux arbres d'hélice avec une capacité des batteries beaucoup plus grande, ainsi que de plus gros moteurs Diesel. Les accumulateurs ont été placés à l'avant des ballasts de plongée centraux pour compenser l'installation des moteurs beaucoup plus lourds.
L'armement du type UB II est composé de torpilles G de 50 cm de diamètre lancées par deux tubes lance-torpilles. Les tubes lance-torpilles ont été installés l'un au-dessus de l'autre pour permettre la conception d'une étrave au profil optimal en surface. Un canon de pont de 5 cm a été prévu pour l'utilisation en surface.
Le poids du bateau a été porté à 270 tonnes de déplacement en surface afin de tenir compte de ces améliorations. Les réservoirs ont été montées sur les côtés de la coque sous pression afin de permettre une plus grande capacité de stockage de combustible.

## Liste des sous-marins type UB II
30 sous-marins type UB II ont été construits pour la marine impériale allemande de 1915 et 1916, dans deux chantiers navals différents.
| Bateaux       | Nbr | Chantier naval         | N° de chantier | Construction |
| ------------- | --- | ---------------------- | -------------- | ------------ |
| UB-18 à UB-23 | 6   | Blohm & Voss, Hambourg | 248 à 253      | 1915         |
| UB-24 à UB-29 | 6   | AG Weser, Brême        | 238 à 243      | 1915 - 1916  |
| UB-30 à UB-41 | 12  | Blohm & Voss, Hambourg | 254 à 265      | 1915 - 1916  |
| UB-42 à UB-47 | 6   | AG Weser, Brême        | 244 à 249      | 1915 - 1916  |

Sur les 30 U-Boote type UB II construits, 20 ont été perdus.

### Kaiserliche Marine(marine impériale allemande)
- UB-18 - Coulé par une mine en décembre 1917
- UB-19 - Coulé par le navire-leurre HMS Penshurst en novembre 1916
- UB-20 - Coulé par des avions en juillet 1917
- UB-21 - Échoué en 1920
- UB-22 - Coulé par une mine en janvier 1918
- UB-23 - Démoli en 1921
- UB-24 - Démoli en 1921
- UB-25 - Démoli en 1922
- UB-26 - Coulé puis renfloué par la Marine française et renommé Roland Morillot (démoli en 1931)
- UB-27 - Coulé par le HMS Halcyon en juillet 1917
- UB-28 - Démoli en 1919
- UB-29 - Coulé par le HMS Landrail en décembre 1916
- UB-30 - Coulé par le chalutier HM John Gillman en août 1918
- UB-31 - Coulé par un bateau de pêche équipé pour la lutte anti-sous-marine en mai 1918
- UB-32 - Coulé par des avions en septembre 1917
- UB-33 - Coulé par une mine en avril 1918
- UB-34 - Démoli en 1922
- UB-35 - Coulé par le HMS Leven en janvier 1918
- UB-36 - Coulé par le SS Molière en mai 1917
- UB-37 - Coulé par le navire-leurre HMS Penshurst en janvier 1917
- UB-38 - Coulé par une mine en février 1918
- UB-39 - Coulé par un navire-leurre en mai 1917
- UB-40 - Sabordé en octobre 1918
- UB-41 - Démoli en 1920
- UB-42 - Démoli en 1919
- UB-43 - Démoli en 1919
- UB-44 - Coulé par des navires de surface britanniques en août 1916
- UB-45 - Coulé par mine en 1916
- UB-46 - Coulé par mine en 1916
- UB-47 - Démoli en 1919

En septembre 2017, un sous-marin de ce type, pas encore identifié mais supposé avoir été coulé par une mine, est repéré au large d'Ostende.

### Sources
- (en) Cet article est partiellement ou en totalité issu de l’article de Wikipédia en anglais intitulé « German Type UB II submarine » (voir la liste des auteurs).